# Taberna
Taberna (lateinisch, Plural tabernae, davon abgeleitet deutsch Taverne) bezeichnete im antiken Rom ursprünglich einen Schuppen, eine Scheune oder ein aus Brettern errichtetes Gebäude, übertragen auch eine ärmliche Wohnung, hauptsächlich aber sowohl Läden und Werkstätten, als auch Schankstuben und Gasthäuser.

## Läden

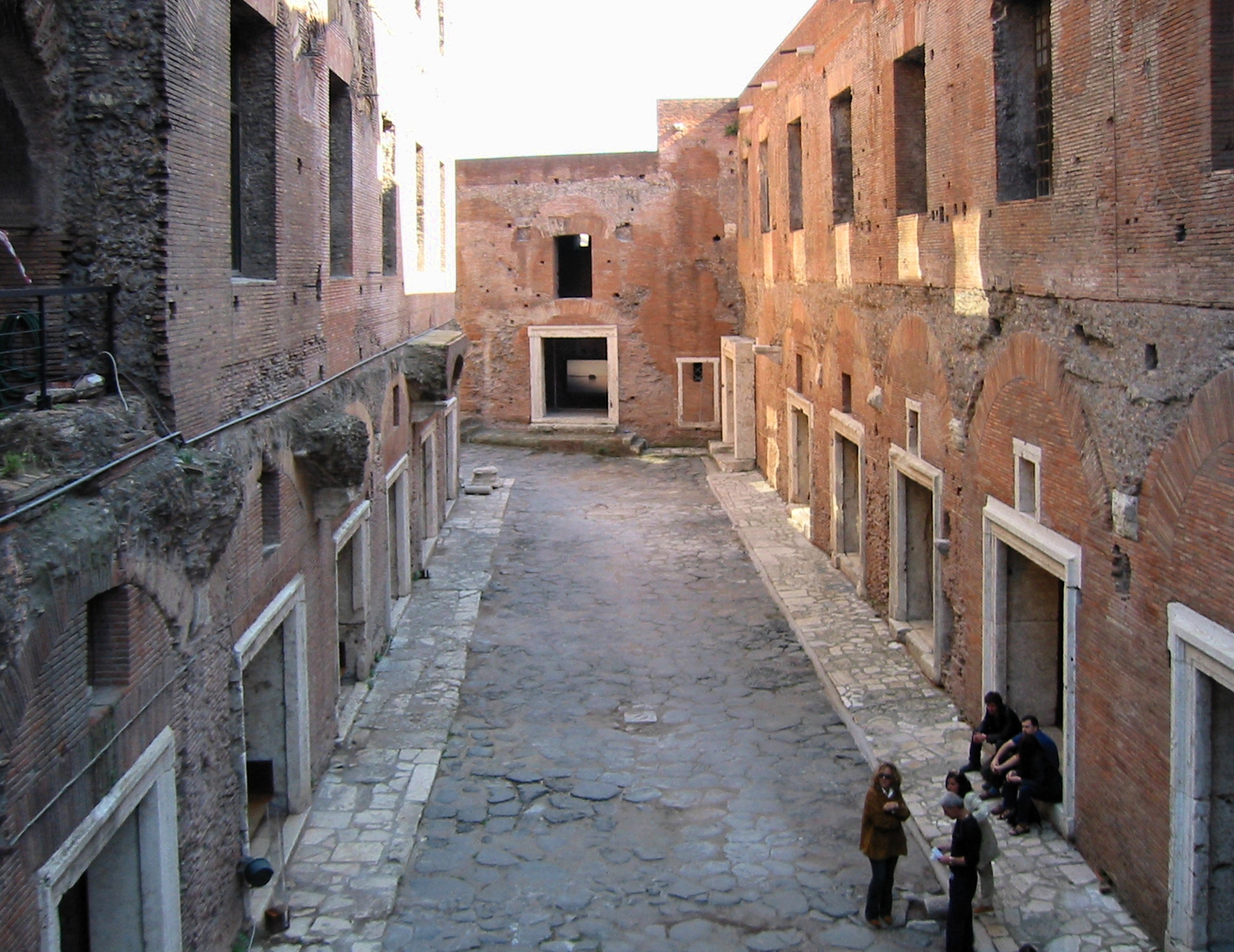
Reihe von Tabernae auf den Trajansmärkten, Via Biberatica

Die Läden befanden sich im Erdgeschoss von Mietshäusern mit mehreren Stockwerken und bestanden aus einem Raum mit einer Ladentheke zur Straßenseite. Darin präsentierten die Römer ihr vollständiges Warenangebot. Oft wurden diese tabernae als Familienunternehmen geführt. Geschäfte mit größerer Verkaufsfläche gab es nur für Produkte des „gehobenen Bedarfs“ wie Textilien. Die Öffnungszeiten waren, abgesehen von einer Stunde Mittagspause, ganztägig werktags wie feiertags. Zum Schutz vor Einbruch verwendeten die Betreiber Holzläden und gegebenenfalls zusätzlich Ketten. Die sogenannten lintea (Leinwandvorhänge) und Türpfosten wurden zur Anbringung von Werbung benutzt. Neben den zentralen Geschäftsstraßen und speziell den Säulengängen am Forum waren die Läden auch innerhalb der Wohngebiete überall verteilt, wodurch auch die Einkaufswege für die Bewohner sehr kurz gehalten wurden.
Speziell sind bekannt die tabernae veteres, tabernae novae und tabernae septem auf dem römischen Forum, sowie die tabernae argentariae („Läden der Geldwechsler“) an den Rückseiten der Basilica Aemilia und Iulia.
Zu den verschiedenen Arten der Tabernae gehörten:
- taberna casearia (Käsefabrik)
- taberna libraria (Büchergeschäft)
- taberna coactiliaria (Filzherstellung und -verkauf)
- taberna carbonaria (Holzkohlegeschäft)
- taberna vinaria (Weingeschäft)
- taberna coriaria (Ledergeschäft)[1]

## Gaststätten
Neben der Bezeichnung taberna (speziell: taberna vinaria Weinlokal) gab es im antiken Rom auch andere Bezeichnungen für Schankwirtschaften: Taberna, Caupona, Popina und Thermopolium wurden vermutlich synonym gebraucht, die Übergänge waren jedenfalls fließend und eine Abgrenzung allein aus dem baulichen Befund ist nicht möglich.
Das Angebot der Tabernae bestand aus Wein und Kleinigkeiten wie Oliven, entsprechend etwa den spanischen Tapas. Popinae waren eher Speiselokale mit vegetarischen Gerichten, Früchten der Saison, einigen Fleischgerichten und Süßigkeiten wie Kuchen. Die Größe der Lokalitäten umfasste in der Regel zwei Räume, einen sogenannten Schankraum, in welchem Essen und Getränke über die Theke unter anderem auch an die Laufkundschaft verkauft wurde und einem Hinterzimmer mit Speisesofas. Das Publikum wurde mit auffälligen Wirtshausschildern oder seltener mit einer Tänzerin neben dem Eingang geworben. Viele Gaststätten wurden auch als getarnte Bordelle verstanden. Die Hauptbetriebszeiten begannen am Abend und reichten bis spät in die Nacht. Die Mehrzahl der Besucher waren Männer aus den einfachen Bevölkerungsschichten, welche dort Geselligkeit und Unterhaltung suchten. Mitglieder der gesellschaftlichen Oberschicht mieden die Gastronomie, da sie sich zum einen um ihren persönlichen Ruf sorgten und zum anderen Feste und „Gastmähler“ für ihresgleichen in den eigenen Häusern bevorzugten.
Die Rasthäuser und Herbergen an den römischen Reichsstraßen wurden ebenfalls als tabernae bezeichnet, was in manchen Fällen zum Ursprung heutiger Ortsnamen wurde, z. B. Tafers und Tawern oder Saverne (Zabern).